# Molophilus inornatus
Molophilus inornatus là một loài ruồi trong họ Limoniidae. Chúng phân bố ở miền Australasia.